# James George
James D. "Jim" George, född 1 juni 1935 i Akron i Ohio, är en amerikansk före detta tyngdlyftare.
George blev olympisk silvermedaljör i 82,5-kilosklassen i tyngdlyftning vid sommarspelen 1960 i Rom.